# Эспешед
Эспеше́д (фр. Espéchède) — коммуна во Франции, находится в регионе Аквитания. Департамент — Атлантические Пиренеи. Входит в состав кантона Пе-де-Морлаас и дю Монтанерес. Округ коммуны — По.
Код INSEE коммуны — 64212.

## География

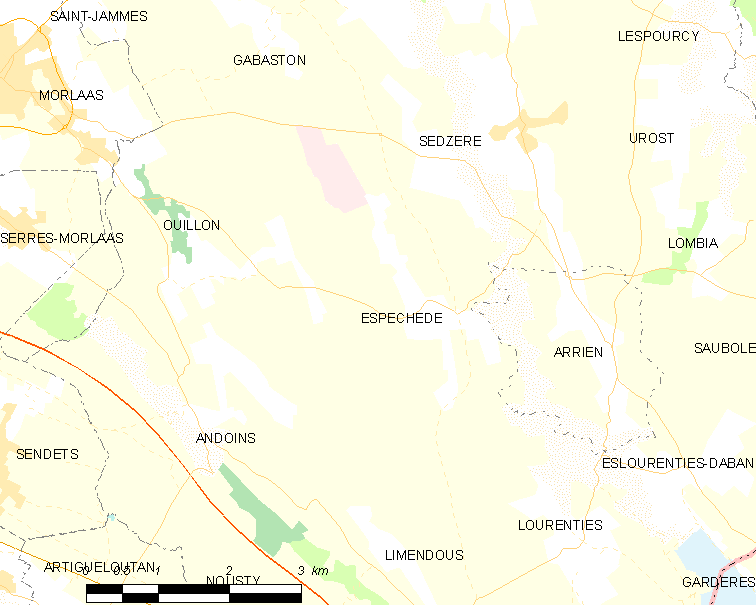
Карта коммуны

Коммуна расположена приблизительно в 650 км к югу от Парижа, в 175 км южнее Бордо, в 16 км к востоку от По.
По территории коммуны протекает река Суй.

### Климат
Климат тёплый океанический. Зима мягкая, средняя температура января — от +5°С до +13°С, температуры ниже −10 °C бывают редко. Снег выпадает около 15 дней в году с ноября по апрель. Максимальная температура летом порядка 20-30 °C, выше 35 °C бывает очень редко. Количество осадков высокое, порядка 1100 мм в год. Характерна безветренная погода, сильные ветры очень редки.

## Население
Население коммуны на 2010 год составляло 163 человека.
| 1962 | 1968 | 1975 | 1982 | 1990 | 1999 | 2010 |
| ---- | ---- | ---- | ---- | ---- | ---- | ---- |
| 153  | 156  | 157  | 141  | 152  | 142  | 163  |

## Администрация
| Период | Период | Фамилия         | Партия | Примечания |
| ------ | ------ | --------------- | ------ | ---------- |
| 1995   | 2014   | Жан-Клод Гранже |        |            |
| 2014   | 2020   | Режин Бержере   |        |            |

## Экономика
В 2010 году среди 96 человек трудоспособного возраста (15-64 лет) 72 были экономически активными, 24 — неактивными (показатель активности — 75,0 %, в 1999 году было 73,8 %). Из 72 активных жителей работали 65 человек (38 мужчин и 27 женщин), безработных было 7 (4 мужчины и 3 женщины). Среди 24 неактивных 7 человек были учениками или студентами, 11 — пенсионерами, 6 были неактивными по другим причинам.

## Достопримечательности
- Церковь Св. Людовика (XIX век)[4]. Построена на месте разрушенной в 1873 году церкви Св. Германа[5]

## Фотогалерея

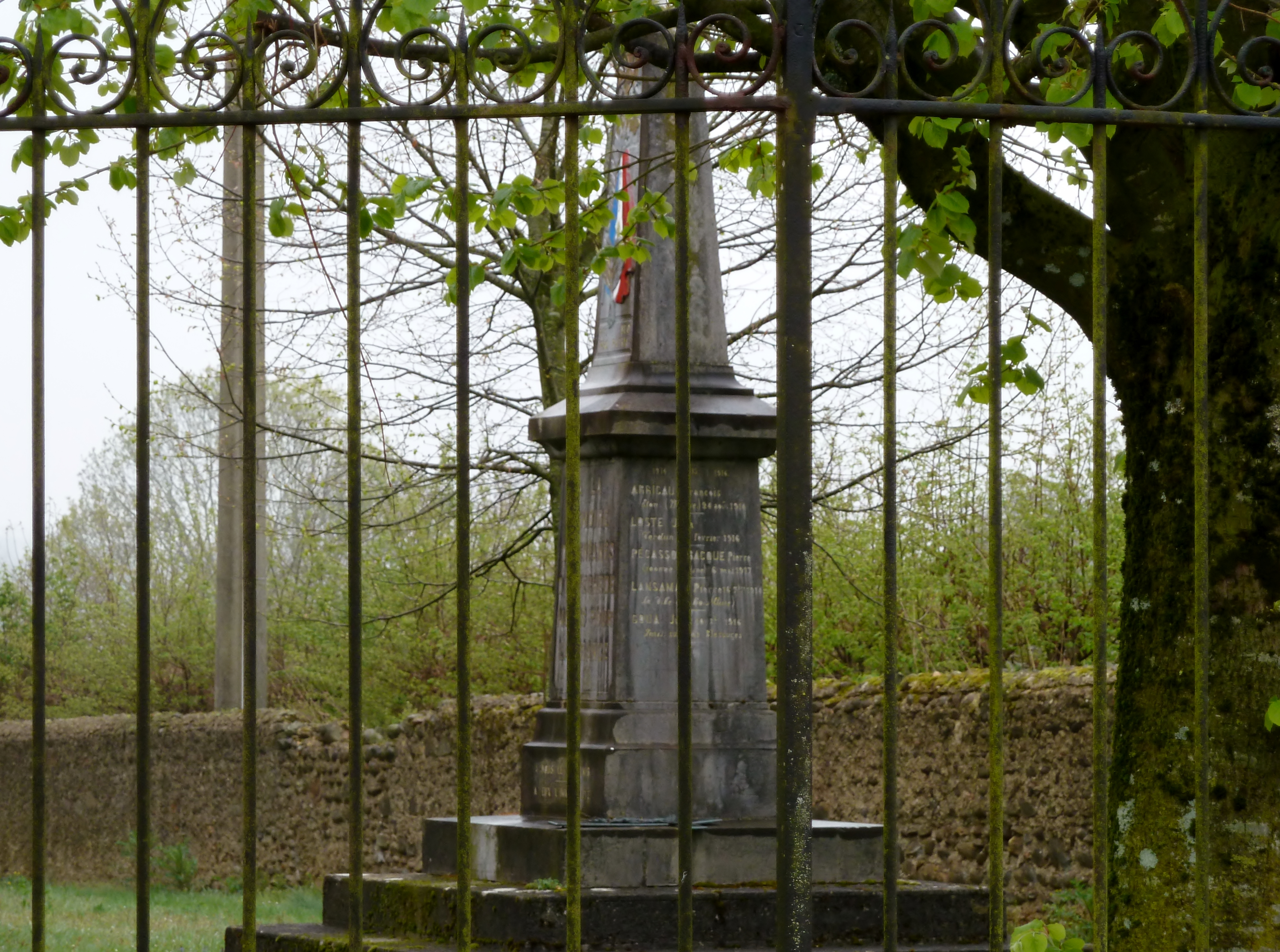
Военный мемориал
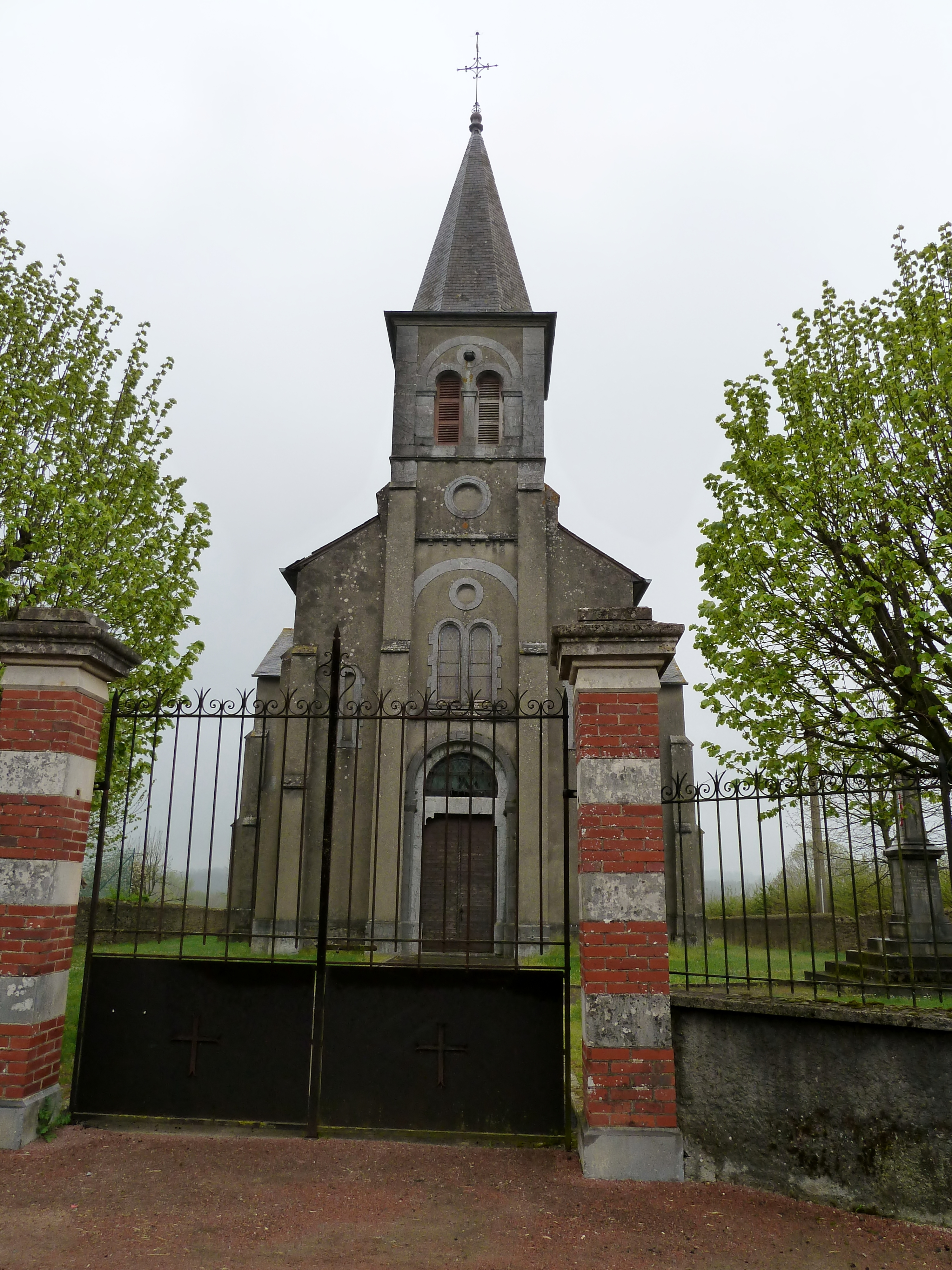
Церковь Св. Людовика
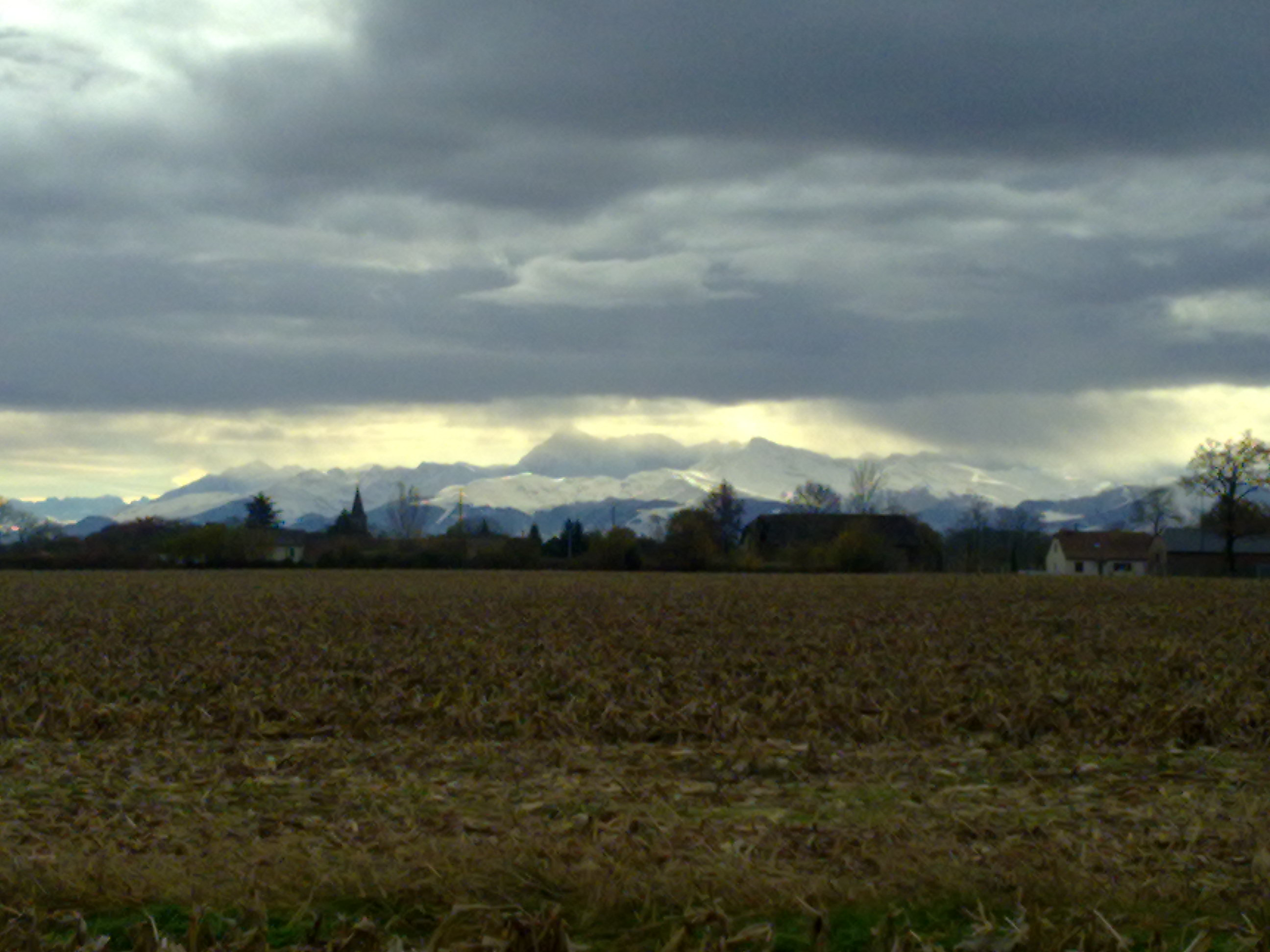
Вид на Пиренеи